# Lepanto (1898)
El Lepanto fue un crucero protegido de la Armada Española perteneciente a la Clase Reina Regente que apenas estuvo ocho años en activo debido a sus muchos problemas de diseño y materiales. Recibía su nombre en honor a la batalla de Lepanto.

## Construcción

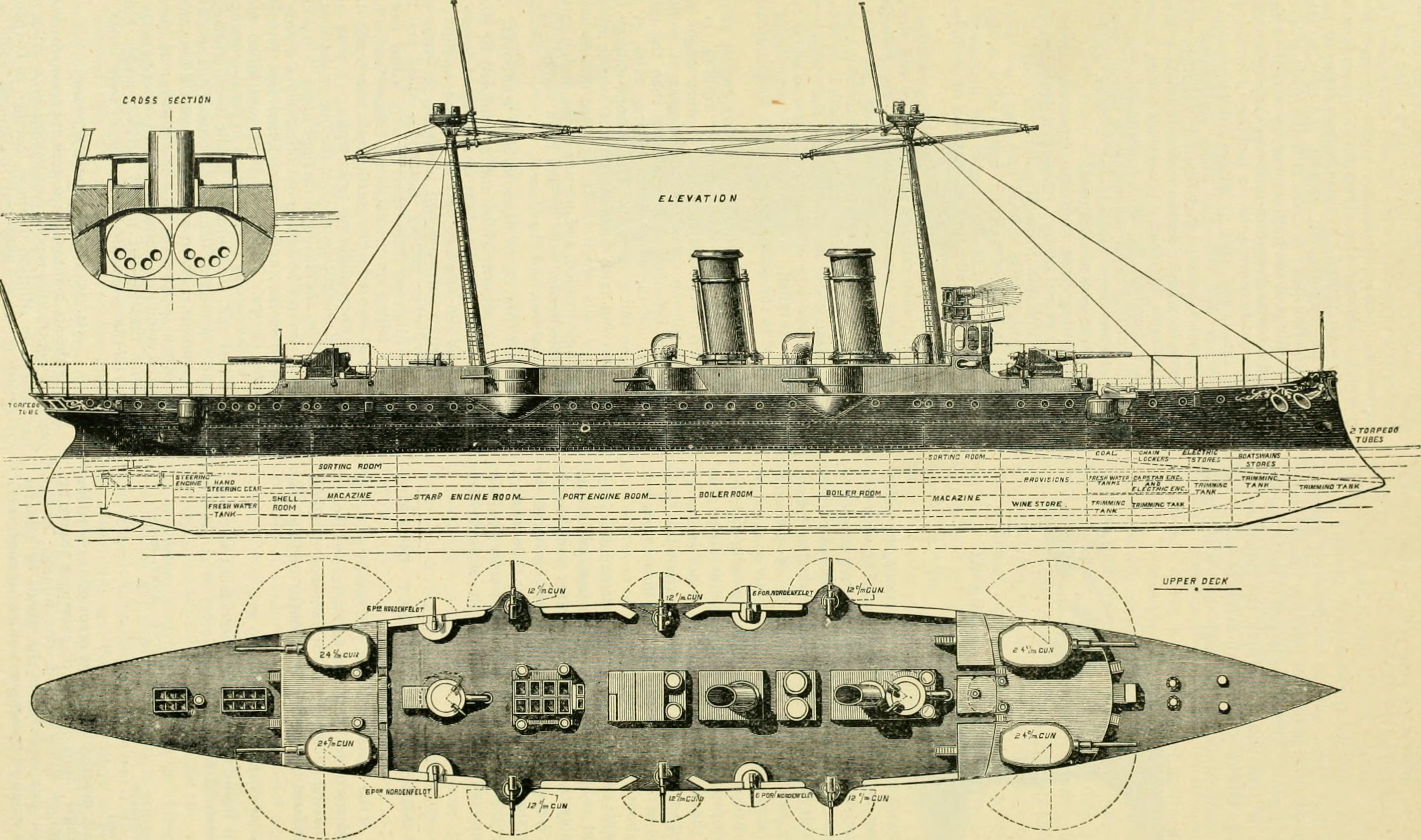
Diagrama de un crucero de la Clase Reina Regente (en inglés).

Perfil del Lepanto con su aspecto en 1898.

El crucero protegido Lepanto, fue puesto en grada el 1 de octubre de 1886, fue botado hasta el 16 de noviembre de 1893, ya que su construcción, se vio afectada por todo tipo de dificultades tecnológicas. Realizó sus pruebas de mar de Cádiz el 26 de enero de 1899, en las que solo pudo alcanzar 15 nudos de los 20 que se requerían el proyecto.

## Historial

Perfil del Lepanto con su aspecto en 1908.

Durante la Guerra Hispano-Estadounidense, no estuvo listo, debido a sus muchos problemas a pesar de figurar como buque en activo, posteriormente, fue rebajado de crucero de 1.ª a crucero de 2.ª, y fue utilizado por la Armada desde 1900 como Escuela de Artillería y Torpedistas en Cartagena. Se desembarcaron sus cañones sistema Hontoria de 200 mm, y se sustituyeron por otros de 160 mm procedentes de las fragatas Numancia y Vitoria para intentar mejorar su estabilidad. Como curiosidad y debido a su misión de buque escuela, el típico gorro de marinería paso a conocerse con esta denominación desde entonces hasta nuestros días.
En 1900, por Decreto del 18 de mayo del Ministerio de Marina, se describió técnicamente la situación de los buques de la Armada en ese momento y se dieron de baja 25 unidades por considerarse ineficaces. Respecto al Lepanto:

Art. 4.° Se establecerá en el crucero Lepanto la Escuela de Aplicación o práctica de Artillería, máquinas y torpedos, concurriendo con los buques mencionados en el artículo anterior en su especial cometido, a la constante instrucción del personal.

El 8 de abril de 1907, formó parte de la escolta del rey Alfonso XIII, durante la cumbre real celebrada en el mar frente a Cartagena, entre el rey español y Eduardo VII.
En 1908, remolcó el casco del viejo cañonero Cocodrilo hasta el puerto de Barcelona, donde fue convertido en un laboratorio de investigación oceanográfica dependiente de la comisión hidrográfica nacional.
Fue dado de baja por la Armada el 3 de octubre de 1908, tan solo ocho años después de su puesta en activo y 22 de su puesta de quilla, y puesto a la venta para desguace el año 1911. Fue desguazado en Holanda poco tiempo después.